# Atletica leggera al XIII Festival olimpico estivo della gioventù europea
Le competizioni di atletica leggera al XIII Festival olimpico estivo della gioventù europea si sono svolte dal 27 luglio al 1º agosto a Tbilisi, in Georgia

## Podi

### Ragazzi
| Gara                 | Oro                           | Prest.   | Argento               | Prest.   | Bronzo                   | Prest.   |
| Maschili             |                               |          |                       |          |                          |          |
| 100 m                | Henrik Roger Larsson          | 10''72   | Lauri Toumilehto      | 10''82   | Pol Retamal Avila        | 10''92   |
| 200 m                | Florian Barbier               | 21"52    | Matej Krsek           | 21''90   | Bryan Pronk              | 21''93   |
| 400 m                | Ihar Zubko                    | 47''44   | Mahsum Korkmaz        | 48''51   | Gregor Grahovac          | 48''56   |
| 800 m                | Marino Bloudek                | 1'53"76  | Eliott Crestan        | 1'54''02 | Javier Miron Caro        | 1'54''92 |
| 1500 m               | Kevin McGrath                 | 4'01''11 | Elzan Bibic           | 4'01''62 | Pierre Proust            | 4'02''35 |
| 3000 m               | Elzan Bibic                   | 8'50''10 | Nurkan Dagtekin       | 8'54''91 | Tindaro Lisa             | 8'56''65 |
| 110 m ostacoli       | Julian Andrianavalona         | 13''84   | Luis Salort Asensio   | 13''85   | Cristian Faidiga         | 14''11   |
| 400 m ostacoli       | Aleix Salvador Porras Cantons | 52''52   | Tuur Victor Bras      | 53''63   | Marc-Antoine Saban       | 53''82   |
| 2000 m siepi         | Stefan Schmid                 | 6'10''83 | Matevz Cimermancic    | 6'13''66 | Timothee Mischler        | 6'15''19 |
| Salto in lungo       | Enzo Hodebar                  | 7,32 m   | Bogdan Ioan Sitoianu  | 6,89 m   | Uladzislau Bulakhau      | 6,88 m   |
| Salto triplo         | Enzo Hodebar                  | 15,24 m  | Razvan Cristian Grecu | 15,03 m  | Andrea Dallavalle        | 14,74 m  |
| Salto in alto        | Dmytro Nikitin                | 2,12 m   | Ryan Carthy Walsh     | 2,09 m   | Antonios Merlos          | 2,06 m   |
| Salto con l'asta     | Bo Kanda Lita Baehre          | 4,92 m   | Taras Shevtsov        | 4,60 m   | Riccardo Klotz           | 4,60 m   |
| Getto del peso       | Arttu Korkeasalo              | 18,98 m  | Ariel Atias           | 17,67 m  | Vadzim Charnyshou        | 17,60 m  |
| Tiro del giavellotto | Ilia Tuzov                    | 69,67 m  | Matiss Velps          | 66,21 m  | Bartul Zemunik           | 65,32 m  |
| Lancio del disco     | Ferenc Aranyi                 | 57,45 m  | Giorgos Koniarakis    | 56,13 m  | Kornel Kacper Warszawski | 51,43 m  |
| Lancio del martello  | Mykhailo Havryliuk            | 75,20 m  | Mihaita Andrei Micu   | 70,18 m  | Dzmitry Baraukou         | 68,05 m  |
| Staffetta 4x100 m    | Francia                       | 42"11    | Spagna                | 42"46    | Slovacchia               | 44"29    |

### Ragazze
| Gara                 | Oro                   | Prest.   | Argento                         | Prest.   | Bronzo                | Prest.   |
| 100 m                | Ciara Neville         | 12''01   | Klaudia Natalia Adamek          | 12''16   | Ingvild Meinseth      | 12''17   |
| 200 m                | Marine Mignon         | 24"07    | Gina Akpe-Moses Anna Kerbachova | 24"49    |                       |          |
| 400 m                | Andrea Miklos         | 53''68   | Yasmin Giger                    | 55''02   | Katarina Sekulic      | 55''09   |
| 800 m                | Malin Edland          | 2'07"43  | Lilyana Georgieva               | 2'07"89  | Adrianna Czapla       | 2'08"84  |
| 1500 m               | Merel Van Der Marel   | 4'33''98 | Tamara Micevic                  | 4'34''35 | Beata Topka           | 4'35''33 |
| 3000 m               | Diane Van Es          | 9'58''49 | Tamara Micevic                  | 9'59''07 | Justine Tinck         | 9'59''81 |
| 100 m ostacoli       | Kristina Kleshcheva   | 13"75    | Paula Sprudzane                 | 13"75    | Nika Glojnaric        | 13"84    |
| 400 m ostacoli       | Viivi Lehikoinen      | 57''74   | Iman Jean                       | 1'00"57  | Marie Skjaeggestad    | 1'01''06 |
| 2000 m siepi         | Jasmijn Bakker        | 6'48''80 | Anastasiia Makhrova             | 6'50''39 | Tira Pavuk            | 6'52''59 |
| Salto in lungo       | Maja Bedrac           | 6,01 m   | Klinta Blusina                  | 5,93 m   | Antonia Kohl          | 5,91 m   |
| Salto triplo         | Georgiana Anitei      | 13,50 m  | Sonja Kussekala                 | 13,30 m  | Eva Pepelnak          | 12,87 m  |
| Salto in alto        | Ekaterina Prikhodkova | 1,80 m   | Maja Nilsson                    | 1,80 m   | Sommer Lecky          | 1,80 m   |
| Salto con l'asta     | Elizaveta Bondarenko  | 4,20 m   | Lisa Gunnarsson                 | 4,15 m   | Amalie Svabikova      | 3,90 m   |
| Getto del peso       | Marharyta Lukashenko  | 16,30 m  | Jessica Schilder                | 16,05 m  | Emely Gross           | 16,00 m  |
| Tiro del giavellotto | Carolina Visca        | 60,09 m  | Jona Aigouy                     | 54,70 m  | Arianne Duarte-Morais | 52,64 m  |
| Lancio del disco     | Alexandra Emilianov   | 51,93 m  | Helena Leveelahti               | 48,06 m  | Dara Obot             | 46,30 m  |
| Lancio del martello  | Tatsiana Ramanovich   | 65,95 m  | Kiira Vaananen                  | 64,24 m  | Dünya Ezgi Sayan      | 61,61 m  |
| Staffetta 4x100 m    | Norvegia              | 46"54    | Francia                         | 46"67    | Belgio                | 46"78    |